# Ca l'Oliveres (la Cellera de Ter)
Ca l'Oliveres és una cas de la Cellera de Ter (Selva) inclosa a l'Inventari del Patrimoni Arquitectònic de Catalunya.

## Descripció
Edifici de tres plantes i coberta de doble vessant a façana que fa cantonada amb el carrer del Torrent de Sales.
La planta baixa consta de tres portes i dues finestres. Totes són fetes d'obra de ciment i rajol a excepció de la porta principal antiga, avui tapada en part. Aquesta era emmarcada de pedra de Girona en grans blocs. La llinda, de grans dimensions i monolítica, porta la inscripció del cap de família de la casa de finals del segle xviii.
El primer pis té tres finestres. Dues d'elles són emmarcades de pedra, amb motllures i ampit treballat. Les llindes estan decorades amb motius florals gravats. L'altra finestra, més petita, és feta d'obra i rajol.
El segon pis consta de tres finestres, dues d'obra i una de pedra, senzilla, l'ampit treballat i emergent.
La casa, de tres crugies, té un ràfec de doble filera de rajola i teula girada. Aquesta cornisa manté una continuïtat amb la casa veïna, cosa que les situa en un mateix moment de reforma o construcció original.

## Història
El carrer d'Avall es va configurar durant el segle xviii i va completar l'estructura urbana que no es va moure significativament fins ben entrat el segle xx.
Aquesta part del poble, propera al torrent de Sales (que junta les aigües que venen de Can Vinyes i les de Can Bechdejú), formava part del nucli urbà que es va desenvolupar fins a finals del segle xviii.
El flagell de les torrentades va obligar a posar bagants a les cantonades i entrades d'alguns carrers, i també els encaixos corresponents que encara són visibles i efectius. A més, es va tenir en compte que les cantonades orientades al sud fossin més reculades que les que miraven al nord.
La llinda de la porta principal porta, a més d'una creu de calvari, la llegenda: 1 7 + 8 2 / I O A N P U I G D E M O N T-